# Daniel Gbaguidi
Daniel Gbaguidi (Cotonou, 14 gennaio 1988) è un ex calciatore beninese, di ruolo attaccante.

## Carriera

### Nazionale
Nel 2008 ha giocato 2 partite con la nazionale beninese.